# Vrtlarice
Vrtlarice (Ptilonorhynchidae), porodica ptica vrapčarki na glasu po umjetnosti zavođenja. Uz raskošno perje mužjaci se odlikuju gradnjom gnijezda uz optičku iluziju da je gnijezdo veće nego što ustvari je, što postiži tako da prilikom gradnje gnijezda redaju predmete od najmanjeg ka najvećem. 
Prilaz gnijezdu mužjak za ženku poploči kamenčićima i drugim materijalom. Prilikom gradnje gnijezda koje je učinjeno od suhe trave koriste i različiti upadljivi materijal, kao stakalca, šareno perje drugih ptica, cvijeće, kao i materijal ljudskog porijekla, šarene trake, folije, a pronađene su čak i zatvarači limenki i čahure od metaka. 
Ovo spektakularno gnijezdo kojemu je cilj privući ženku poznato je kao sjenica, pa se te ptice nazivaju i sjeničarkama. Ovdje je zanimljivo i to što nakon što ženka odabere mužjaka na osnovu sjenice koju je izgradio, ona sama gradi gnijezdo i odgaja mlade.
Ptice ove porodice žive u Australiji i Novoj Gvineji. O njima je snimio film engleski prirodoslovac Sir David Attenborough

## Rodovi
- genus Ailuroedus Cabanis, 1851
- genus Amblyornis Elliott, 1872
- genus Archboldia Rand, 1940
- genus Chlamydera Gould, 1837
- genus Prionodura De Vis, 1883
- genus Ptilonorhynchus Kuhl, 1820
- genus Sericulus Swainson, 1825
- genus Scenopoeetes Coues, 1891